# 前田專學
前田 專學（まえだ せんがく、1931年4月1日 - ）は、日本のインド哲学者、仏教学者、東京大学名誉教授。文学博士。公益財団法人中村元東方研究所理事長・東方学院長。

## 来歴・人物
愛知県名古屋市に生まれる。実兄は原始仏教及び上座仏教研究者の前田惠學、祖母は日本画家の前田錦楓。
愛知県立瑞陵高等学校を経て、1955年東京大学文学部印度哲学梵文学科卒。同大学院人文科学研究科修士課程修了後、フルブライト奨学生として米国ペンシルベニア大学大学院東洋学専攻博士課程に留学。修了後、同大学助教授などを経て、1982年に東京大学文学部印度哲学科教授。1991年定年退官、名誉教授。武蔵野大学教授・副学長を歴任。1973年文学博士（東京大学）。
インド哲学仏教学・比較思想学・東洋思想学研究の第一人者だった中村元の直弟子で、後継者の一人。中村元の退官後に講座を継いだ。中村の没後に、インド学仏教学・比較思想および東洋思想の発展を目指し創設した「財団法人東方研究会・東方学院」（現・公益財団法人中村元東方研究所）の理事長・学院長職を引き継いだ。
インド・中国・韓国・アメリカ・ヨーロッパなど世界の国々の学界に学際的研究成果を発表している。なお日本最古の学校である足利学校の庠主（しょうしゅ、学長）に就くなど、人文教育の顕彰も行っている。

### 学歴・職歴
- 1955年3月 東京大学文学部印度哲学梵文学科卒業
- 1961年6月 ペンシルベニア大学大学院東洋学専攻博士課程修了(Ph.D.取得)
- 1964年7月 ペンシルベニア大学大学院助教授
- 1973年4月 東京大学助教授（文学博士取得）
- 1982年4月 東京大学教授
- 1991年4月 武蔵野女子大学教授
- 1994年4月 武蔵野女子大学・同短期大学部副学長
- 1998年4月 武蔵野女子大学仏教文化研究所長
- 1999年4月 武蔵野女子大学大学院人間社会・文化研究科長
- 2003年8月 - 2008年8月 A member of the Steering Committee (Comité Directeur) of the Fédération Internationale des Sociétés de Philosophie (FISP).
- 他に現在:武蔵野大学名誉教授、日本学術会議連携会員、国立北京中国社会科学院名誉研究員、日本印度学仏教学会理事(1991年 - 1995年、1998年 - 2002年：理事長)、(財)東京大学仏教青年会理事、公益財団法人日印協会理事[1]、(社)日本移動教室協会理事、(財)仏教学術振興会2010年 - 2012年：理事長、(財)仏教伝道協会英訳大蔵経編集委員会委員長
- 2012年10月 - NPO法人中村元記念館（島根県松江市）館長
- 2012年10月 - NPO法人中村元記念館東洋思想文化研究所長

### 名誉博士学位
- 2003年12月 名誉博士(Mahamaopadhyaya, Sri Sri Sitaramdas Omkarnath Samskrita Siksha Samsad)
- 2009年5月 名誉文学博士(Doctor of Literature Degree:Sri Lanka National University of Buddhasravaka Bhikshu, Anuradhapura-Sri Lanaka)

## 受賞・栄典
- 1972年8月 第14回日本印度学仏教学会賞
- 1981年1月 第3回東方学術賞
- 1989年5月 日本学士院賞
- 1991年11月 第28回日本翻訳文化賞（『ジャータカ全集』）
- 1992年1月  東京海上各務記念財団優秀図書賞（『インド的思考』）
- 2002年4月 勲三等旭日中綬章[2]
- 2014年4月 インド共和国パドマ・シュリー勲章
- 2020年10月 第54回仏教伝道文化賞

## 主な著書
- 『ヴェーダーンタの哲学－シャンカラを中心として』 平楽寺書店〈サーラ叢書〉、1980年　ISBN 4831300241
- 『インド的思考』 春秋社、1991年、新版2018年　ISBN 4393134222
- 『ブッダを語る』 日本放送出版協会〈NHKライブラリー〉、1996年
元版は、NHK教育テレビ「こころの時代」放送テキスト（上・下）、1992年
  - 増訂版 『ブッダ－その生涯と思想』春秋社、2012年　ISBN 439313561X
- 『インド哲学へのいざない　ヴェーダとウパニシャッド』 日本放送出版協会〈NHKライブラリー〉、2000年
元版は、NHKラジオ「こころをよむ」放送テキスト（上・下）、1998年
  - 増訂版 『インド思想入門　ヴェーダとウパニシャッド』春秋社、2016年　ISBN 4393135911
- 『ラフカディオ・ハーン　源郷としてのインド』春秋社、2021年 ISBN 4393112792

電子出版
- 『ブッダのおしえとインドの思想　前田專學講演録』響流書房、2017年

### 博士論文
- 『Shankara's Upadeshasahasri, Critically ed. with Introduction and Indices(Hokuseido Press), A Thousand Teachings(University of Tokyo Press and State University of New York Press)1973など。

### 主な編著
- 『インド思想史』 早島鏡正ほか、東京大学出版会、1982年　ISBN 413-012015-8
- 『東洋における人間観 インド思想と仏教を中心として』 東京大学出版会、1987年　ISBN 4130160125
- 『インド中世思想研究』 春秋社、1991年　ISBN 4393111761
- 『親鸞入門 その生涯と教えの深さ』 永田文昌堂、2000年　ISBN 4816261540
- 『ブッダに学ぶさとりの言葉』奈良康明 石上善應ほか（分担執筆）、仏教伝道協会、2018年　ISBN  4892375195

### 主な翻訳
- 『ジャータカ全集（3） 第191話－第300話』 春秋社、1982年　ISBN 4393116232
- シャンカラ 『ウパデーシャ・サーハスリー 真実の自己の探求』 岩波文庫、1988年　ISBN 4003326415
- ハリ・プラサード・シャーストリー『こころに響く日本　1916～1918: あるヒンドゥー思想家の訪日印象記』響流書房、2019年（電子書籍）

## 参考資料
- 『〈我〉の思想 前田専学博士還暦記念論集』 東京大学文学部印度哲学研究室編、春秋社、1991年.ISBN 4393111788
- 『梵音 清水寺仏教文化講座第5回講義録』 安来清水寺（島根県安来市）、2009年